# Mitre 10 Cup 2019
Mitre 10 Cup 2019 – czternasta edycja National Provincial Championship, mistrzostw nowozelandzkich prowincji w rugby union, a czterdziesta czwarta ogółem. Zawody odbyły się w dniach 8 sierpnia 2019 – 26 października 2019 roku.
Czternaście uczestniczących zespołów rywalizowało systemem kołowym w ramach dwóch hierarchicznie ułożonych siedmiozespołowych dywizji, dodatkowo każda drużyna rozgrywała cztery spotkania z zespołami z innej dywizji. Najlepsze cztery drużyny z każdej grupy rywalizowały następnie w fazie pucharowej – zwycięzca Premiership triumfował w całych zawodach, zaś zwycięstwo w Championship było premiowane awansem do najwyższej klasy rozgrywkowej kosztem jej najsłabszej drużyny. Zwycięzca meczu zyskiwał cztery punkty, za remis przysługiwały dwa punkty, porażka nie była punktowana, a zdobycie przynajmniej czterech przyłożeń lub przegrana nie więcej niż siedmioma punktami premiowana była natomiast punktem bonusowym. W przypadku tej samej liczby punktów przy ustalaniu pozycji w grupie brane były pod uwagę kolejno następujące kryteria: wynik bezpośredniego meczu między zainteresowanymi drużynami, lepsza różnica punktów zdobytych i straconych we wszystkich meczach grupowych, wyższa liczba zdobytych przyłożeń, wyższa liczba zdobytych punktów, ostatecznie zaś rzut monetą. Pary spotkań międzydywizyjnych ustalono na początku listopada 2018 roku, cały terminarz został zaś ogłoszony pod koniec lutego 2019 roku. Przed każdą kolejką wyznaczano sędziów pojedynków, a po jej zakończeniu publikowano jej podsumowanie.
Do finału Premiership awansowały zespoły Tasman i Wellington, a w nim triumfował region Tasman zdobywając swój pierwszy tytuł mistrzowski. Powrót do elity zapewniła sobie po wyrównanym pojedynku drużyna Bay of Plenty. Najwięcej punktów (116) w sezonie zdobył Jackson Garden-Bachop, w klasyfikacji przyłożeń z jedenastoma zwyciężył zaś Josh McKay. Najlepszym zawodnikiem tej edycji został uznany Ardie Savea.

## Faza grupowa

### Mecze
| 8 sierpnia 201919:35 | Southland | 17:27 | Northland | Rugby Park Stadium, Invercargill Sędzia: Nick Webster |
| 8 sierpnia 201919:35 |           | 17:27 |           | Rugby Park Stadium, Invercargill Sędzia: Nick Webster |

| 9 sierpnia 201919:35 | Auckland | 28:28 | North Harbour | Eden Park, Auckland Sędzia: Paul Williams |
| 9 sierpnia 201919:35 |          | 28:28 |               | Eden Park, Auckland Sędzia: Paul Williams |

| 10 sierpnia 201914:05 | Tasman | 45:8 | Wellington | Lansdowne Park, Blenheim Sędzia: James Doleman |
| 10 sierpnia 201914:05 |        | 45:8 |            | Lansdowne Park, Blenheim Sędzia: James Doleman |

| 10 sierpnia 201916:35 | Counties Manukau | 29:34 | Taranaki | Navigation Homes Stadium, Pukekohe Sędzia: Angus Mabey |
| 10 sierpnia 201916:35 |                  | 29:34 |          | Navigation Homes Stadium, Pukekohe Sędzia: Angus Mabey |

| 10 sierpnia 201919:35 | Waikato | 31:28 | Canterbury | FMG Stadium Waikato, Hamilton Sędzia: Dan Jones |
| 10 sierpnia 201919:35 |         | 31:28 |            | FMG Stadium Waikato, Hamilton Sędzia: Dan Jones |

| 11 sierpnia 201914:05 | Bay of Plenty | 50:7 | Otago | Tauranga Domain, Tauranga Sędzia: Frank Murphy |
| 11 sierpnia 201914:05 |               | 50:7 |       | Tauranga Domain, Tauranga Sędzia: Frank Murphy |

| 11 sierpnia 201916:35 | Manawatu | 13:31 | Hawke’s Bay | Central Energy Trust Arena, Palmerston North Sędzia: Cam Stone |
| 11 sierpnia 201916:35 |          | 13:31 |             | Central Energy Trust Arena, Palmerston North Sędzia: Cam Stone |

| 15 sierpnia 201919:35 | Northland | 10:43 | Auckland | Whangarei Sędzia: Mike Fraser |
| 15 sierpnia 201919:35 |           | 10:43 |          | Whangarei Sędzia: Mike Fraser |

| 16 sierpnia 201917:45 | North Harbour | 25:39 | Counties Manukau | North Harbour Stadium, Auckland Sędzia: Ben O’Keeffe |
| 16 sierpnia 201917:45 |               | 25:39 |                  | North Harbour Stadium, Auckland Sędzia: Ben O’Keeffe |

| 16 sierpnia 201919:45 | Hawke’s Bay | 27:27 | Wellington | McLean Park, Napier Sędzia: Frank Murphy |
| 16 sierpnia 201919:45 |             | 27:27 |            | McLean Park, Napier Sędzia: Frank Murphy |

| 17 sierpnia 201914:05 | Manawatu | 10:13 | Taranaki | Central Energy Trust Arena, Palmerston North Sędzia: Dan Jones |
| 17 sierpnia 201914:05 |          | 10:13 |          | Central Energy Trust Arena, Palmerston North Sędzia: Dan Jones |

| 17 sierpnia 201916:35 | Otago | 41:22 | Southland | Forsyth Barr Stadium, Dunedin Sędzia: Paul Williams |
| 17 sierpnia 201916:35 |       | 41:22 |           | Forsyth Barr Stadium, Dunedin Sędzia: Paul Williams |

| 18 sierpnia 201914:05 | Canterbury | 8:23 | Tasman | Orangetheory Stadium, Christchurch Sędzia: Nick Briant |
| 18 sierpnia 201914:05 |            | 8:23 |        | Orangetheory Stadium, Christchurch Sędzia: Nick Briant |

| 18 sierpnia 201916:35 | Bay of Plenty | 40:14 | Waikato | Rotorua International Stadium, Rotorua Sędzia: Dan Waenga |
| 18 sierpnia 201916:35 |               | 40:14 |         | Rotorua International Stadium, Rotorua Sędzia: Dan Waenga |

| 22 sierpnia 201919:35 | Hawke’s Bay | 29:21 | Otago | McLean Park, Napier Sędzia: Mike Fraser |
| 22 sierpnia 201919:35 |             | 29:21 |       | McLean Park, Napier Sędzia: Mike Fraser |

| 23 sierpnia 201919:35 | Wellington | 23:22 | Canterbury | Westpac Stadium, Wellington Sędzia: Ben O’Keeffe |
| 23 sierpnia 201919:35 |            | 23:22 |            | Westpac Stadium, Wellington Sędzia: Ben O’Keeffe |

| 24 sierpnia 201914:35 | Tasman | 64:3 | Manawatu | Lansdowne Park, Blenheim Sędzia: Nick Hogan |
| 24 sierpnia 201914:35 |        | 64:3 |          | Lansdowne Park, Blenheim Sędzia: Nick Hogan |

| 24 sierpnia 201917:05 | Auckland | 19:13 | Bay of Plenty | Eden Park, Auckland Sędzia: Brendon Pickerill |
| 24 sierpnia 201917:05 |          | 19:13 |               | Eden Park, Auckland Sędzia: Brendon Pickerill |

| 24 sierpnia 201919:35 | Counties Manukau | 26:31 | Waikato | Navigation Homes Stadium, Pukekohe Sędzia: Nick Briant |
| 24 sierpnia 201919:35 |                  | 26:31 |         | Navigation Homes Stadium, Pukekohe Sędzia: Nick Briant |

| 25 sierpnia 201914:05 | Taranaki | 52:19 | Northland | Yarrow Stadium, New Plymouth Sędzia: Paul Williams |
| 25 sierpnia 201914:05 |          | 52:19 |           | Yarrow Stadium, New Plymouth Sędzia: Paul Williams |

| 25 sierpnia 201916:35 | Southland | 12:33 | North Harbour | Rugby Park Stadium, Invercargill Sędzia: James Munro |
| 25 sierpnia 201916:35 |           | 12:33 |               | Rugby Park Stadium, Invercargill Sędzia: James Munro |

| 29 sierpnia 201919:35 | Wellington | 29:22 | Counties Manukau | Westpac Stadium, Wellington Sędzia: Nick Webster |
| 29 sierpnia 201919:35 |            | 29:22 |                  | Westpac Stadium, Wellington Sędzia: Nick Webster |

| 30 sierpnia 201919:35 | Otago | 37:20 | Manawatu | Forsyth Barr Stadium, Dunedin Sędzia: Glen Jackson |
| 30 sierpnia 201919:35 |       | 37:20 |          | Forsyth Barr Stadium, Dunedin Sędzia: Glen Jackson |

| 31 sierpnia 201914:35 | Canterbury | 80:0 | Southland | Orangetheory Stadium, Christchurch Sędzia: Dan Waenga |
| 31 sierpnia 201914:35 |            | 80:0 |           | Orangetheory Stadium, Christchurch Sędzia: Dan Waenga |

| 31 sierpnia 201917:05 | Northland | 28:43 | Hawke’s Bay | Semenoff Stadium, Whangarei Sędzia: Mike Winter |
| 31 sierpnia 201917:05 |           | 28:43 |             | Semenoff Stadium, Whangarei Sędzia: Mike Winter |

| 31 sierpnia 201919:35 | Waikato | 20:20 | Auckland | FMG Stadium Waikato, Hamilton Sędzia: Richard Kelly |
| 31 sierpnia 201919:35 |         | 20:20 |          | FMG Stadium Waikato, Hamilton Sędzia: Richard Kelly |

| 1 września 201914:05 | North Harbour | 19:27 | Bay of Plenty | North Harbour Stadium, Auckland Sędzia: Nick Hogan |
| 1 września 201914:05 |               | 19:27 |               | North Harbour Stadium, Auckland Sędzia: Nick Hogan |

| 1 września 201916:35 | Taranaki | 18:28 | Tasman | Yarrow Stadium, New Plymouth Sędzia: Angus Mabey |
| 1 września 201916:35 |          | 18:28 |        | Yarrow Stadium, New Plymouth Sędzia: Angus Mabey |

| 5 września 201919:35 | Manawatu | 31:25 | Northland | Central Energy Trust Arena, Palmerston North Sędzia: Glen Jackson |
| 5 września 201919:35 |          | 31:25 |           | Central Energy Trust Arena, Palmerston North Sędzia: Glen Jackson |

| 6 września 201917:45 | Hawke’s Bay | 41:23 | Southland | McLean Park, Napier Sędzia: Rebecca Mahoney |
| 6 września 201917:45 |             | 41:23 |           | McLean Park, Napier Sędzia: Rebecca Mahoney |

| 6 września 201919:45 | Counties Manukau | 0:36 | Tasman | Navigation Homes Stadium, Pukekohe Sędzia: Mike Winter |
| 6 września 201919:45 |                  | 0:36 |        | Navigation Homes Stadium, Pukekohe Sędzia: Mike Winter |

| 7 września 201917:05 | North Harbour | 38:36 | Waikato | North Harbour Stadium, Auckland Sędzia: James Doleman |
| 7 września 201917:05 |               | 38:36 |         | North Harbour Stadium, Auckland Sędzia: James Doleman |

| 7 września 201919:35 | Bay of Plenty | 15:16 | Wellington | Rotorua International Stadium, Rotorua Sędzia: Tim Griffiths |
| 7 września 201919:35 |               | 15:16 |            | Rotorua International Stadium, Rotorua Sędzia: Tim Griffiths |

| 8 września 201914:05 | Auckland | 22:32 | Canterbury | Eden Park, Auckland Sędzia: Nick Hogan |
| 8 września 201914:05 |          | 22:32 |            | Eden Park, Auckland Sędzia: Nick Hogan |

| 8 września 201916:35 | Otago | 35:27 | Taranaki | Forsyth Barr Stadium, Dunedin Sędzia: Nick Briant |
| 8 września 201916:35 |       | 35:27 |          | Forsyth Barr Stadium, Dunedin Sędzia: Nick Briant |

| 12 września 201919:35 | Waikato | 24:27 | Hawke’s Bay | FMG Stadium Waikato, Hamilton Sędzia: Nick Briant |
| 12 września 201919:35 |         | 24:27 |             | FMG Stadium Waikato, Hamilton Sędzia: Nick Briant |

| 13 września 201919:35 | Northland | 12:42 | Canterbury | Semenoff Stadium, Whangarei Sędzia: Tipene Cottrell |
| 13 września 201919:35 |           | 12:42 |            | Semenoff Stadium, Whangarei Sędzia: Tipene Cottrell |

| 14 września 201914:35 | Taranaki | 17:31 | Bay of Plenty | Yarrow Stadium, New Plymouth Sędzia: James Doleman |
| 14 września 201914:35 |          | 17:31 |               | Yarrow Stadium, New Plymouth Sędzia: James Doleman |

| 14 września 201917:05 | Southland | 26:31 | Manawatu | Rugby Park Stadium, Invercargill Sędzia: Angus Mabey |
| 14 września 201917:05 |           | 26:31 |          | Rugby Park Stadium, Invercargill Sędzia: Angus Mabey |

| 14 września 201919:35 | Counties Manukau | 13:28 | Auckland | Navigation Homes Stadium, Pukekohe Sędzia: Tim Griffiths |
| 14 września 201919:35 |                  | 13:28 |          | Navigation Homes Stadium, Pukekohe Sędzia: Tim Griffiths |

| 15 września 201914:05 | Wellington | 54:24 | Otago | Westpac Stadium, Wellington Sędzia: Dan Waenga |
| 15 września 201914:05 |            | 54:24 |       | Westpac Stadium, Wellington Sędzia: Dan Waenga |

| 15 września 201916:35 | Tasman | 21:17 | North Harbour | Trafalgar Park, Nelson Sędzia: Richard Kelly |
| 15 września 201916:35 |        | 21:17 |               | Trafalgar Park, Nelson Sędzia: Richard Kelly |

| 19 września 201919:35 | Canterbury | 29:32 | Manawatu | Orangetheory Stadium, Christchurch Sędzia: Richard Kelly |
| 19 września 201919:35 |            | 29:32 |          | Orangetheory Stadium, Christchurch Sędzia: Richard Kelly |

| 20 września 201919:35 | Hawke’s Bay | 35:17 | Taranaki | McLean Park, Napier Sędzia: Nick Hogan |
| 20 września 201919:35 |             | 35:17 |          | McLean Park, Napier Sędzia: Nick Hogan |

| 21 września 201914:35 | Waikato | 26:35 | Tasman | FMG Stadium Waikato, Hamilton Sędzia: Tipene Cottrell |
| 21 września 201914:35 |         | 26:35 |        | FMG Stadium Waikato, Hamilton Sędzia: Tipene Cottrell |

| 21 września 201917:05 | Southland | 42:14 | Counties Manukau | Rugby Park Stadium, Invercargill Sędzia: Nick Webster |
| 21 września 201917:05 |           | 42:14 |                  | Rugby Park Stadium, Invercargill Sędzia: Nick Webster |

| 21 września 201919:35 | North Harbour | 15:21 | Otago | North Harbour Stadium, Auckland Sędzia: James Munro |
| 21 września 201919:35 |               | 15:21 |       | North Harbour Stadium, Auckland Sędzia: James Munro |

| 22 września 201914:05 | Auckland | 15:34 | Wellington | Eden Park, Auckland Sędzia: James Doleman |
| 22 września 201914:05 |          | 15:34 |            | Eden Park, Auckland Sędzia: James Doleman |

| 22 września 201916:35 | Northland | 22:46 | Bay of Plenty | Semenoff Stadium, Whangarei Sędzia: Cam Stone |
| 22 września 201916:35 |           | 22:46 |               | Semenoff Stadium, Whangarei Sędzia: Cam Stone |

| 26 września 201919:35 | Taranaki | 19:0 | Southland | Yarrow Stadium, New Plymouth Sędzia: Dan Waenga |
| 26 września 201919:35 |          | 19:0 |           | Yarrow Stadium, New Plymouth Sędzia: Dan Waenga |

| 27 września 201919:35 | Tasman | 40:0 | Auckland | Trafalgar Park, Nelson Sędzia: James Munro |
| 27 września 201919:35 |        | 40:0 |          | Trafalgar Park, Nelson Sędzia: James Munro |

| 28 września 201914:35 | Bay of Plenty | 51:24 | Hawke’s Bay | Tauranga Domain, Tauranga Sędzia: James Doleman |
| 28 września 201914:35 |               | 51:24 |             | Tauranga Domain, Tauranga Sędzia: James Doleman |

| 28 września 201917:05 | Wellington | 57:36 | Northland | Westpac Stadium, Wellington Sędzia: Glen Jackson |
| 28 września 201917:05 |            | 57:36 |           | Westpac Stadium, Wellington Sędzia: Glen Jackson |

| 28 września 201919:35 | Canterbury | 38:5 | Counties Manukau | Orangetheory Stadium, Christchurch Sędzia: Nick Hogan |
| 28 września 201919:35 |            | 38:5 |                  | Orangetheory Stadium, Christchurch Sędzia: Nick Hogan |

| 29 września 201914:05 | Otago | 45:35 | Waikato | Forsyth Barr Stadium, Dunedin Sędzia: Richard Kelly |
| 29 września 201914:05 |       | 45:35 |         | Forsyth Barr Stadium, Dunedin Sędzia: Richard Kelly |

| 29 września 201916:35 | Manawatu | 16:29 | North Harbour | Central Energy Trust Arena, Palmerston North Sędzia: Hugh Reed |
| 29 września 201916:35 |          | 16:29 |               | Central Energy Trust Arena, Palmerston North Sędzia: Hugh Reed |

| 3 października 201919:35 | Counties Manukau | 10:22 | Hawke’s Bay | Navigation Homes Stadium, Pukekohe Sędzia: Mike Winter |
| 3 października 201919:35 |                  | 10:22 |             | Navigation Homes Stadium, Pukekohe Sędzia: Mike Winter |

| 4 października 201919:35 | North Harbour | 42:34 | Wellington | North Harbour Stadium, Auckland Sędzia: Tipene Cottrell |
| 4 października 201919:35 |               | 42:34 |            | North Harbour Stadium, Auckland Sędzia: Tipene Cottrell |

| 5 października 201914:35 | Bay of Plenty | 46:10 | Manawatu | Tauranga Domain, Tauranga Sędzia: Dan Waenga |
| 5 października 201914:35 |               | 46:10 |          | Tauranga Domain, Tauranga Sędzia: Dan Waenga |

| 5 października 201917:05 | Auckland | 64:7 | Southland | Eden Park, Auckland Sędzia: Tim Griffiths |
| 5 października 201917:05 |          | 64:7 |           | Eden Park, Auckland Sędzia: Tim Griffiths |

| 5 października 201919:35 | Otago | 25:35 | Canterbury | Forsyth Barr Stadium, Dunedin Sędzia: Glen Jackson |
| 5 października 201919:35 |       | 25:35 |            | Forsyth Barr Stadium, Dunedin Sędzia: Glen Jackson |

| 6 października 201914:05 | Tasman | 52:6 | Northland | Trafalgar Park, Nelson Sędzia: Hugh Reed |
| 6 października 201914:05 |        | 52:6 |           | Trafalgar Park, Nelson Sędzia: Hugh Reed |

| 6 października 201916:35 | Waikato | 38:19 | Taranaki | FMG Stadium Waikato, Hamilton Sędzia: James Munro |
| 6 października 201916:35 |         | 38:19 |          | FMG Stadium Waikato, Hamilton Sędzia: James Munro |

| 10 października 201919:35 | Southland | 12:22 | Bay of Plenty | Rugby Park Stadium, Invercargill Sędzia: Mike Winter |
| 10 października 201919:35 |           | 12:22 |               | Rugby Park Stadium, Invercargill Sędzia: Mike Winter |

| 11 października 201919:35 | Taranaki | 11:35 | Auckland | Yarrow Stadium, New Plymouth Sędzia: Glen Jackson |
| 11 października 201919:35 |          | 11:35 |          | Yarrow Stadium, New Plymouth Sędzia: Glen Jackson |

| 12 października 201914:35 | Hawke’s Bay | 28:47 | Tasman | McLean Park, Napier Sędzia: Richard Kelly |
| 12 października 201914:35 |             | 28:47 |        | McLean Park, Napier Sędzia: Richard Kelly |

| 12 października 201917:05 | Manawatu | 33:17 | Counties Manukau | Central Energy Trust Arena, Palmerston North Sędzia: Dan Waenga |
| 12 października 201917:05 |          | 33:17 |                  | Central Energy Trust Arena, Palmerston North Sędzia: Dan Waenga |

| 12 października 201919:35 | Wellington | 39:21 | Waikato | Westpac Stadium, Wellington Sędzia: Angus Mabey |
| 12 października 201919:35 |            | 39:21 |         | Westpac Stadium, Wellington Sędzia: Angus Mabey |

| 13 października 201914:05 | Northland | 40:10 | Otago | Semenoff Stadium, Whangarei Sędzia: James Munro |
| 13 października 201914:05 |           | 40:10 |       | Semenoff Stadium, Whangarei Sędzia: James Munro |

| 13 października 201916:35 | Canterbury | 31:25 | North Harbour | Orangetheory Stadium, Christchurch Sędzia: James Doleman |
| 13 października 201916:35 |            | 31:25 |               | Orangetheory Stadium, Christchurch Sędzia: James Doleman |

## Faza pucharowa

### Premiership
|  |                      |            |            |                      |    |        |        |       |
|  | Półfinał             | Półfinał   | Półfinał   |                      |    | Finał  | Finał  | Finał |
|  | Półfinał             | Półfinał   | Półfinał   |                      |    | Finał  | Finał  | Finał |
|  | 19 października 2019 |            |            |                      |    |        |        |       |
|  |                      |            |            |                      |    |        |        |       |
|  | Tasman               | Tasman     | 18         |                      |    |        |        |       |
|  | Tasman               | Tasman     | 18         | 26 października 2019 |    |        |        |       |
|  | Auckland             | Auckland   | 9          |                      |    |        |        |       |
|  | Auckland             | Auckland   | 9          |                      |    | Tasman | Tasman | 31    |
|  | 19 października 2019 |            |            |                      |    | Tasman | Tasman | 31    |
|  |                      |            | Wellington | Wellington           | 14 |        |        |       |
|  | Wellington           | Wellington | Wellington | Wellington           | 14 | 30     |        |       |
|  | Wellington           | Wellington |            |                      |    |        |        |       |
|  | Canterbury           | Canterbury | 19         |                      |    |        |        |       |
|  | Canterbury           | Canterbury | 19         |                      |    |        |        |       |

| 19 października 201914:05 | Tasman | 18:9 | Auckland | Lansdowne Park, Blenheim Sędzia: James Doleman |
| 19 października 201914:05 |        | 18:9 |          | Lansdowne Park, Blenheim Sędzia: James Doleman |

| 19 października 201919:05 | Wellington | 30:19 | Canterbury | Westpac Stadium, Wellington Sędzia: Glen Jackson |
| 19 października 201919:05 |            | 30:19 |            | Westpac Stadium, Wellington Sędzia: Glen Jackson |

| 26 października 201918:05 | Tasman | 31:14 | Wellington | Trafalgar Park, Nelson Sędzia: Glen Jackson |
| 26 października 201918:05 |        | 31:14 |            | Trafalgar Park, Nelson Sędzia: Glen Jackson |

### Championship
|  |                      |               |             |                      |   |               |               |       |
|  | Półfinał             | Półfinał      | Półfinał    |                      |   | Finał         | Finał         | Finał |
|  | Półfinał             | Półfinał      | Półfinał    |                      |   | Finał         | Finał         | Finał |
|  | 18 października 2019 |               |             |                      |   |               |               |       |
|  |                      |               |             |                      |   |               |               |       |
|  | Bay of Plenty        | Bay of Plenty | 64          |                      |   |               |               |       |
|  | Bay of Plenty        | Bay of Plenty | 64          | 25 października 2019 |   |               |               |       |
|  | Manawatu             | Manawatu      | 3           |                      |   |               |               |       |
|  | Manawatu             | Manawatu      | 3           |                      |   | Bay of Plenty | Bay of Plenty | 12    |
|  | 19 października 2019 |               |             |                      |   | Bay of Plenty | Bay of Plenty | 12    |
|  |                      |               | Hawke’s Bay | Hawke’s Bay          | 7 |               |               |       |
|  | Hawke’s Bay          | Hawke’s Bay   | Hawke’s Bay | Hawke’s Bay          | 7 | 44            |               |       |
|  | Hawke’s Bay          | Hawke’s Bay   |             |                      |   |               |               |       |
|  | Otago                | Otago         | 39          |                      |   |               |               |       |
|  | Otago                | Otago         | 39          |                      |   |               |               |       |

| 18 października 201919:35 | Bay of Plenty | 64:3 | Manawatu | Rotorua International Stadium, Rotorua Sędzia: Richard Kelly |
| 18 października 201919:35 |               | 64:3 |          | Rotorua International Stadium, Rotorua Sędzia: Richard Kelly |

| 19 października 201916:35 | Hawke’s Bay | 44:39 | Otago | McLean Park, Napier Sędzia: Angus Mabey |
| 19 października 201916:35 |             | 44:39 |       | McLean Park, Napier Sędzia: Angus Mabey |

| 25 października 201919:35 | Bay of Plenty | 12:7 | Hawke’s Bay | Rotorua International Stadium, Rotorua Sędzia: Richard Kelly |
| 25 października 201919:35 |               | 12:7 |             | Rotorua International Stadium, Rotorua Sędzia: Richard Kelly |